# Chapelle Saint-Nicolas de Verchinino
La chapelle Saint-Nicolas le Merveilleux (en russe : Часовня во имя Святителя Николая Чудотворца) est une chapelle construite en bois, surmontée d'un toit en forme de chatior, située dans l'ancien village de Verchinino, dans le raïon de Plessetsk, dans l'oblast d'Arkhangelsk, en fédération de Russie.
Elle est classée dans la liste de l'héritage patrimonial de la Russie d'intérêt régional sous le n°291710952900005. Elle appartient au type octogonal, sa construction daterait de la fin du XVIIIe siècle, et grâce aux différentes restaurations, elle est dans un très bon état.

## Historique
Le monument religieux qu'est la chapelle est le plus notable du village de Verchinino, attestée en 1846, mais existant certainement avant cette date. Sa date de construction est inconnue, mais elle fut reconstruite à la fin du XVIIIe siècle au moins. Elle se dresse au sommet de la colline du village, la rendant visible depuis une grande partie du lac Kenozero. La chapelle n'a pas été exactement construite au sommet de la colline, mais juste avant, afin de lui donner une impression de montée. Elle est assez petite, même si de loin elle semble grande grâce à sa position.
Vers 1913, ou 1915, des fresques au plafond ont été faites, ainsi qu'une petite tour qui fut ajoutée sur le porche. Le plafond, découpé en 16 triangles, montre des archanges, les apôtres et la Crucifixion.
Pendant l'époque soviétique, elle fut laissée à l'abandon, avant d'être restaurée dans le cadre d'un programme russo-norvégien par le parc national de Kenozero en 1996 et 1997. Il y avait déjà eu en 1982 des restaurations d'urgence pour remplacer les rondins et la toiture qui étaient en train de pourrir, mais la seconde restauration rénova complètement l'édifice. Lors de cette seconde phase, les restaurateurs ont retrouvé des broderies qui étaient dans la charpente de l'édifice.
Cependant, les fresques au plafond ne furent pas totalement restaurées, car il manquait des informations sur certaines parties des fresques. Lors de ces restaurations, les outils du XVIe et du XVIIe siècle furent utilisés pour les travaux sur l'édifice.
En 1998, l'évêque Tikhon d'Arkhangelsk et de Kholmogory sacralisa l'édifice, et en 2003, le clocher de la chapelle fut restaurée. Depuis 2003, elle est ouverte à tous, même s'il faut en demander l'accès au bureau du parc, et chaque dimanche et jours fériés patronaux, un office a lieu dans la chapelle. Cette chapelle fut classée en 1990 objet patrimonial culturel d'importance régional,,.

## Galerie

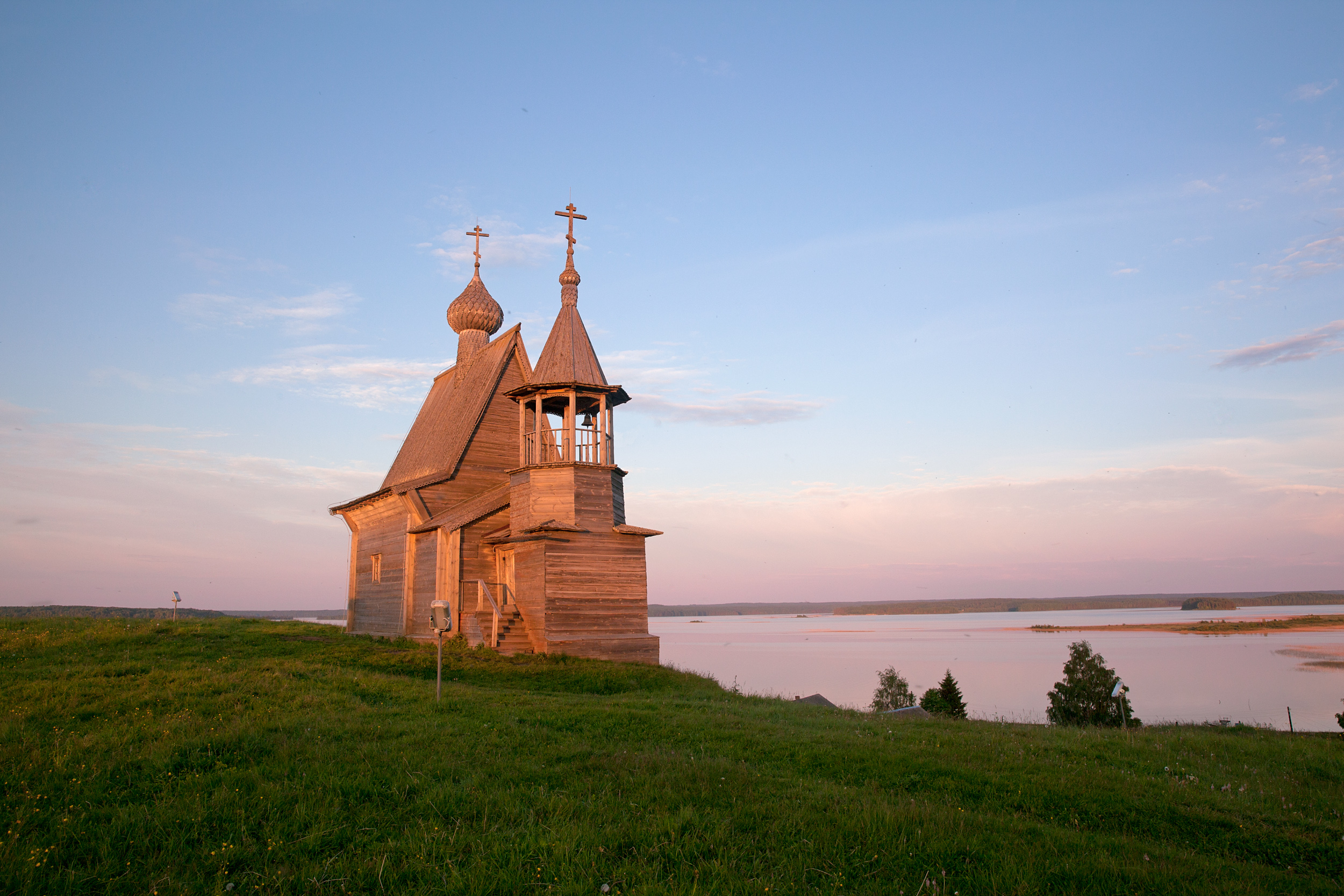
La chapelle avec en arrière-plan le lac Kenozero.
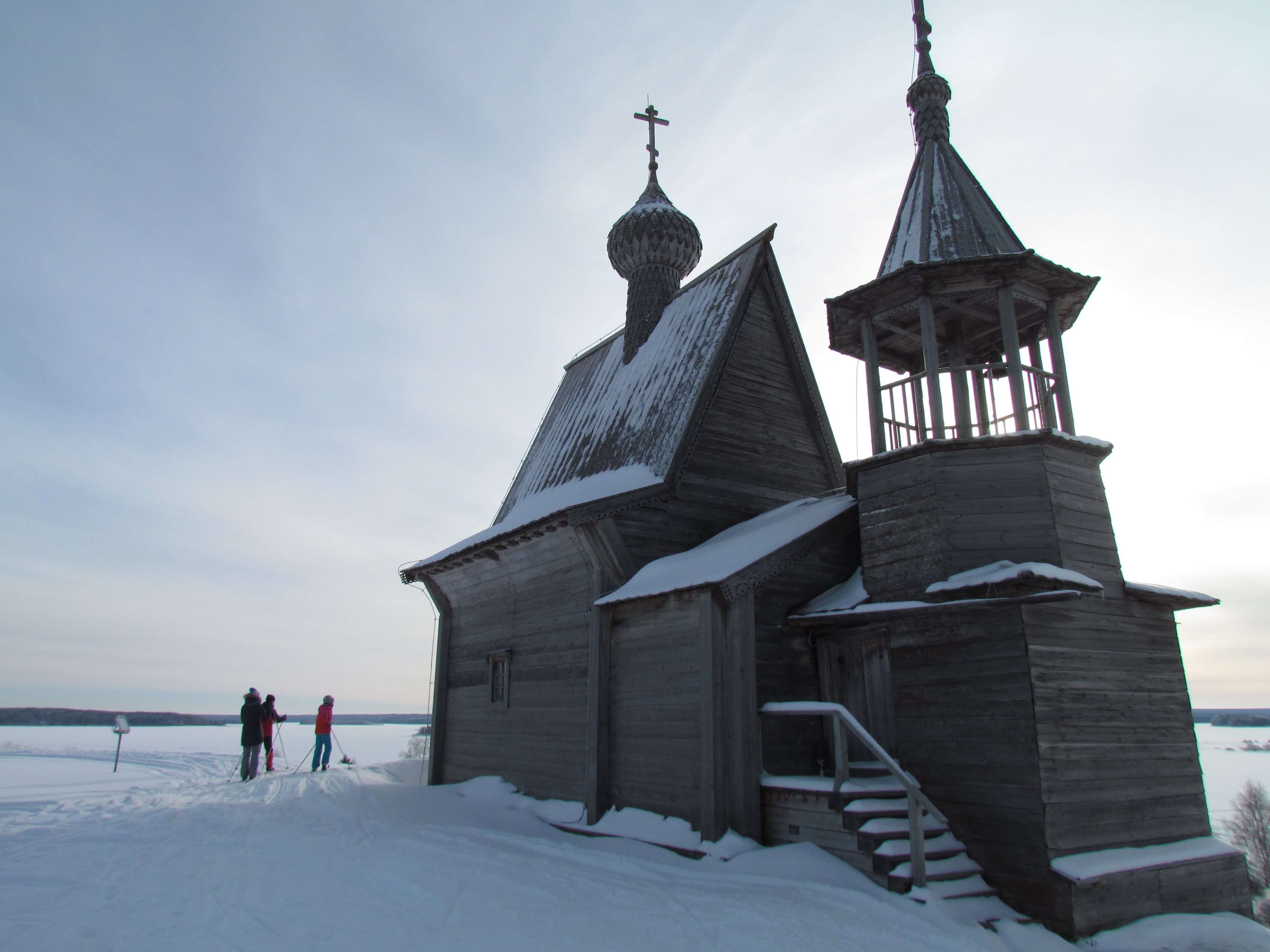
Vue de près de l'édifice.
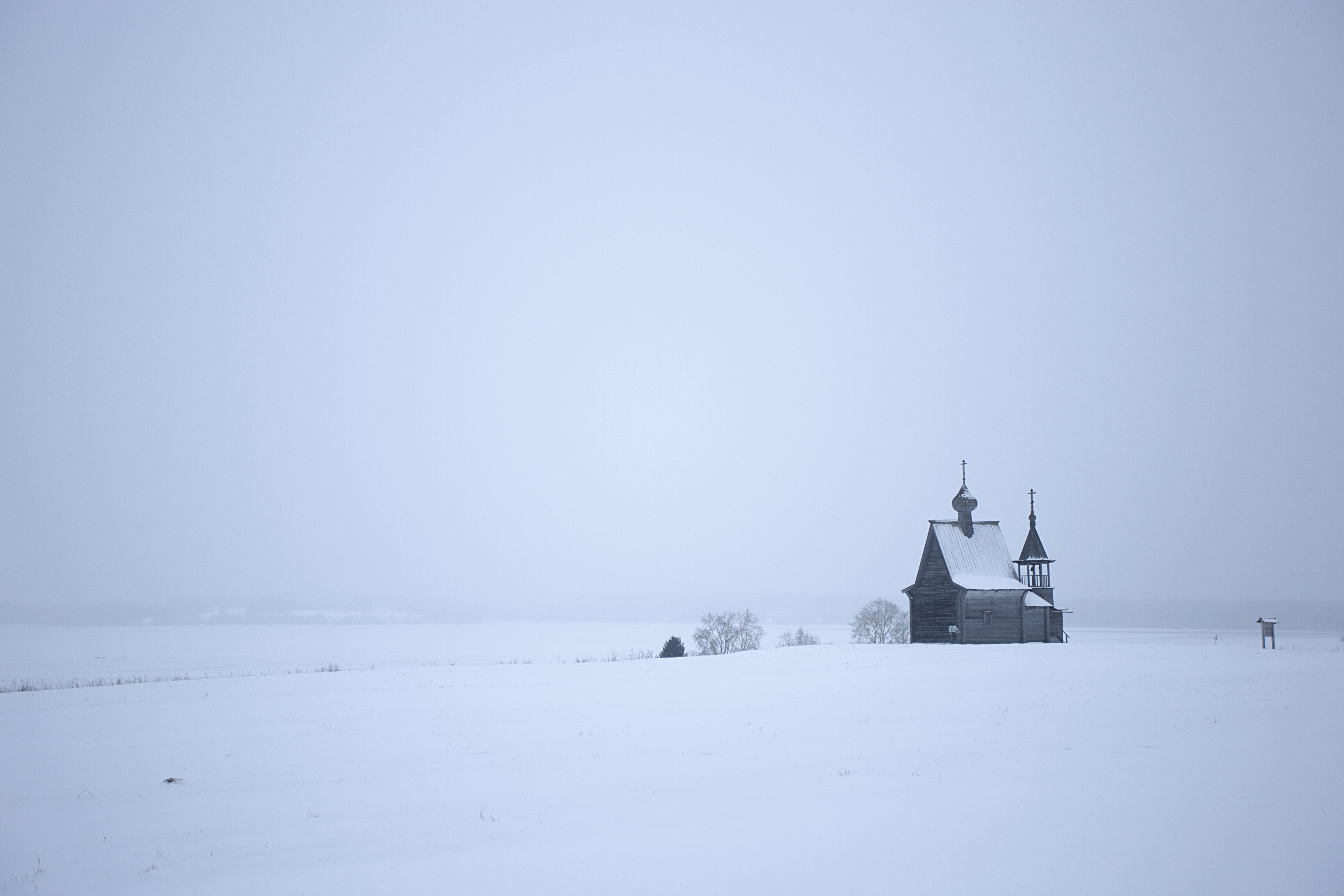
La chapelle en hiver.